# Point Lonsdale
Point Lonsdale is een plaats in de Australische deelstaat Victoria en telt 2477 inwoners (2006).